# 本多尚基
本多 尚基（ほんだ たかき、1980年12月31日 - ）は、日本のアマチュアレスリングの指導者。身長180cm、東京都世田谷区出身。日本大学藤沢高等学校、日本大学文理学部卒業。

## 経歴
高校時代は全国選抜大会2位、国体優勝、インターハイ3位、全国グレコローマン選手権大会2位の成績をのこし、全国選抜高校生チームの主将としてアメリカ遠征に参加した。日本大学に進学し、2000年 明治乳業杯 全日本選抜レスリング選手権大会 フリースタイル85kg級で準優勝を修める。大学卒業後、現役を引退し、現在はフィギュアフォークラブ監督として、幼児から大人まで幅広い年齢層の選手の指導にあたっている。